# 圣桑松德拉罗克
圣桑松德拉罗克（法語：Saint-Samson-de-la-Roque，法語發音：[sɛ̃ sɑ̃sɔ̃ də la ʁɔk]）是法国厄尔省的一个市镇，位于该省西北部，属于贝尔奈区。

## 地理
圣桑松德拉罗克（49°25'40"N, 0°25'51"E）面积15.69 平方千米，位于法国诺曼底大区厄尔省，该省份为法国北部内陆省份，北起滨海塞纳省，西接奧恩省和卡爾瓦多斯省，南至厄尔-卢瓦省，东临瓦兹省、瓦兹河谷省和伊夫林省。
与圣桑松德拉罗克接壤的市镇（或旧市镇、城区）包括：拉塞尔朗格、圣维戈尔迪蒙维尔。

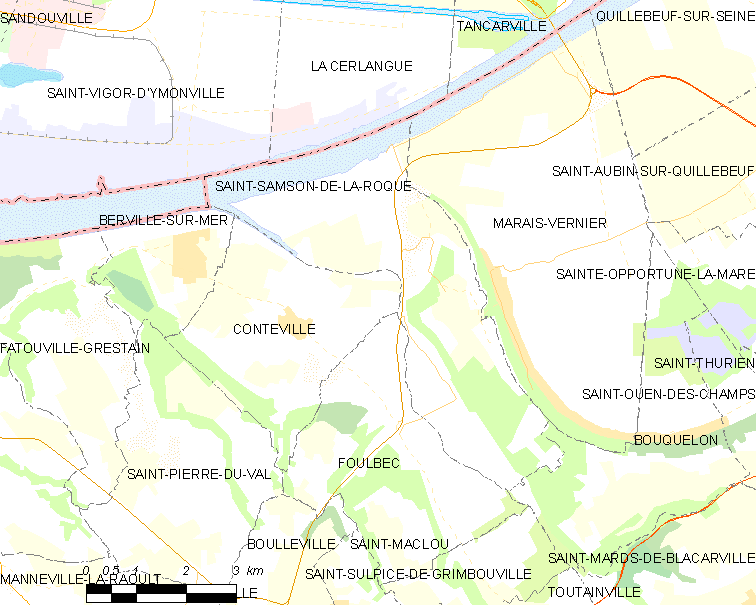
圣桑松德拉罗克的OSM定位图

圣桑松德拉罗克的时区为UTC+01:00、UTC+02:00（夏令时）。

## 行政
圣桑松德拉罗克的邮政编码为27680，INSEE市镇编码为27601。

## 政治
圣桑松德拉罗克所属的省级选区为阿沙尔堡县。

## 人口

1962-2008年间圣桑松德拉罗克人口变化图示

圣桑松德拉罗克于2022年1月1日时的人口数量为437人。